# Evita Issa
Evita Issa is een Surinaams danseres en actrice. Ze danst bharata natyam, ballet en Arabisch buikdansen, en treedt op in Suriname en Nederland. In 2017 vertolkte ze een hoofdrol in het theaterstuk Ademhalen van Karin Lachmising.

## Biografie
Evita Issa werd tussen 1984 en 1988 geboren. Ze houdt sinds haar kinderjaren van dansen en gaf eerst nog voorstellingen aan vrienden en familie. Vanaf haar dertiende leerde ze de Indiase stijl bharata natyam dansen en vanaf haar zestiende kreeg ze balletles van Marlène Lie A Ling. Later leerde ze ook Arabisch buikdansen.
Vanaf circa 2006/2007 ging ze naar het Miami Dade College, met als hoofdvak dans en drama, en vervolgens naar de University of South Florida, waar ze in 2011 slaagde met een bachelorgraad in theater en dans. Issa is van Libanese afkomst, rooms-katholiek opgevoed en getrouwd met een moslim. Beroepsmatig is ze sinds medio jaren 2010 general manager van Beyrouth Bazaar.
Rond 2007 danste ze in de Family’s Christmas Show van Madhoerie Jagmohan die werd georganiseerd door Ticket To India en Marlene's Ballet, en in 2012 in Hoe de tijd in beweging kwam in de Sint-Walburgiskerk in Arnhem, Nederland. In 2015 speelde ze voor Madhoerie de hoofdrol in de dansdramavoorstelling over Krishna Leela in Theater Thalia in Paramaribo.
Samen met Kavita Ramphal, Afiba Becker en  Ilhaam Ahmadali speelde ze in 2017 een van de vier hoofdrollen in het theaterstuk Ademhalen, dat geschreven werd door Karin Lachmising. Het stuk werd opgevoerd in Nieuw-Nickerie en Paramaribo.